# Ivankî, Mankivka
Ivankî (în ucraineană Іваньки) este localitatea de reședință a comunei Ivankî din raionul Mankivka, regiunea Cerkasî, Ucraina.

## Demografie
Componența lingvistică a localității Ivankî
     Ucraineană (98,59%)
     Rusă (1,21%)
     Alte limbi (0,16%)
Conform recensământului din 2001, majoritatea populației localității Ivankî era vorbitoare de ucraineană (98,59%), existând în minoritate și vorbitori de rusă (1,21%).